# Торрес, Лолита
Беатри́с Мариа́на То́ррес (исп. Beatriz Mariana Torres), урождённая Беатри́с Мариа́на То́ррес Ириа́рте (исп. Beatriz Mariana Torres Iriarte), более известная под псевдонимом Лоли́та То́ррес (исп. Lolita Torres; 1930—2002) — аргентинская актриса и певица, мать певца Диего Торреса.

## Биография
Беатрис Мариана Торрес родилась 26 марта 1930 года в аргентинском городе Авельянеда (провинция Буэнос-Айрес). Дочь телеграфиста железной дороги Педро Торреса и Анхелики Ириарте, с детства в кругу семьи её называли Лолитой. Псевдоним «Лолита» придумал её дядя Эктор. Уже в возрасте семи лет Торрес мастерски исполняла народные танцы. В 10 лет поступила в школу классического испанского танца в Буэнос-Айресе. В 1942 году она успешно дебютировала на сцене столичного театра «Авенида». Мать актрисы умерла рано — в 33 года: Лолите было четырнадцать лет.
В 1944 году дебютировала в кино, исполнив песню «Gitano Jesús» в фильме «Танец судьбы» (La danza de la fortuna) и записала свою первую пластинку с песнями «Te lo juro yo» и «Gitano Jesús». В 1951 году Лолита Торрес сыграла главную роль в фильме «В ритме соль и перец». Большой успех ей принёс фильм «Девушка огня» (La niña de fuego), оказавшийся в год своего выпуска рекордным по числу зрителей.
В 1950-х годах Лолита Торрес исполнила главные роли в нескольких мюзиклах, где режиссёром был Хулио Сарасени: «Лучшая в колледже», «Беднее церковной мыши», «Жених для Лауры», «Возраст любви», «Любовь с первого взгляда» и другие. Во многих картинах её партнёром был Альберто Дальбес.
В 1957 году актриса вышла замуж за лётчика гражданской авиации Сантьяго Родольфо Бурастеро; в 1959 году её муж погиб в авиакатастрофе вскоре после рождения сына.
В 1965 году она вступила во второй брак; у неё и Хулио Сесара Каччиа было четверо детей, в том числе популярный певец Диего Торрес.
Её последней ролью в кино стала драма «Там на севере» (Allá en el Norte). В 1968 году сыграла в спектакле «Пусть пройдут года». Начиная с 1970 года, играла в театральных и телевизионных постановках: «Сестра Святого Сюльписа», «Сеньорита Полночь», «Как две капли воды», «Подсвечники», «Марианна», «Горион» «Кровь и арена» и других.
В 1993 году Лолита Торрес снялась в автобиографической семейно-музыкальной теленовелле «Дай ему, Лоле», в которой вместе с ней участвовали четверо её детей, и которая выходила в течение полутора месяцев.
Законодательным актом Золотого Салона городской мэрии 20 августа 2002 года она была объявлена Выдающимся гражданином Буэнос-Айреса.
Актриса скончалась в Буэнос-Айресе 14 сентября 2002 года.

## Популярность в СССР
В 1950-х годах несколько фильмов с Лолитой Торрес были закуплены в СССР. В июле 1955 года в советский прокат вышел фильм «Возраст любви». Многие девочки тогда получили имя «Лолита» в честь актрисы. Роли Лолиты Торрес дублировала Виктория Чаева.
Песни из фильмов Торрес многократно исполнялись на русском языке: в частности, пользовалась популярностью «Коимбра» («Студенческая песня») в исполнении Александры Коваленко.
Первый раз посетила СССР в числе гостей Московского международного кинофестиваля 1963 года. Лолита Торрес четырнадцать раз гастролировала в СССР, в последний раз — в 1987 году.
«В Москве один из журналистов как-то объяснил мне, почему меня так полюбили в России. Мои фильмы, говорил он, пришлись на послевоенное время, когда ваша страна после стольких страданий нуждалась в теплой, жизнерадостной песне, как обезвоженная земля в весеннем дожде», — так объясняла свой успех сама актриса.

## Фильмография
- 1944 — Танец судьбы (Танец удачи) (La danza de la fortuna)
- 1951 — «В ритме соль и перец» (Ritmo, sal y pimienta)

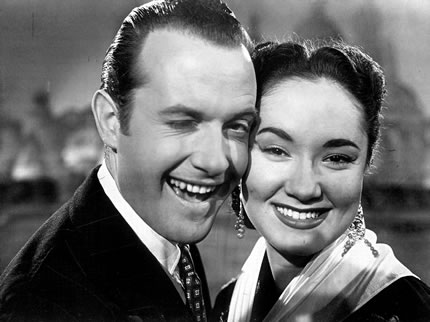
Лолита Торрес и Рикардо Пассано (В ритме соль и перец)

- 1951 — Слуга девочки (El mucamo de la niña)
- 1952 — Девушка огня (La niña de fuego)
- 1953 — Лучшая в колледже (La mejor del colegio)
- 1954 — Возраст любви (La edad del amor)

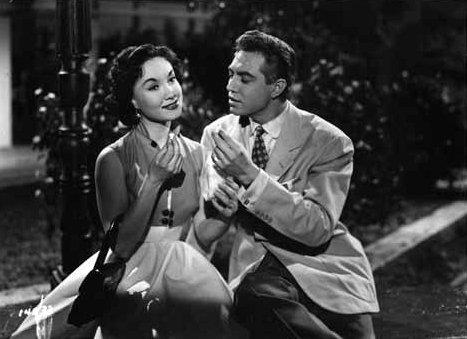
Лолита Торрес и Альберто Дальбес (Возраст любви)

- 1955 — Беднее церковной мыши (Más pobre que una laucha)
- 1955 — Жених для Лауры (Un novio para Laura)
- 1956 — Любовь с первого взгляда (Amor a primera vista)
- 1956 — Невеста для двоих (Novia para dos)
- 1958 — Прекрасная ложь (La Hermosa Mentira)
- 1961 — Влюбленная учительница (La Maestra enamorada)
- 1963 — Сорок лет любви (40 años de novios )
- 1965 — Новые ритмы и старая волна (Ritmo nuevo y vieja ola)
- 1966 — Перец (Pimienta)
- 1970 — Девушка, вдова и помещица (Joven, viuda y estanciera)
- 1972 — Там на севере (Allá en el Norte)